# Ribe Å
Die Ribe Å (deutsch Ribe Au) ist ein 17 bis 20 Kilometer langer Wasserlauf im dänischen Südjütland, der beim Zusammenfluss der Flüsschen Fladså und Gram Å sowie Gels Å beginnt, durch Ribe verläuft und westlich der Stadt im dänischen Wattenmeer hinter einer Kammerschleuse mündet.
Zudem steht Ribe Å für ein weitverzweigtes Auensystem mit einem Einzugsgebiet von 925 bis 977 km², in dem der längste Lauf eine Länge von 67 km misst und damit zu den längsten Wasserläufen Dänemarks zählt. Einheimische unterscheiden zwischen Ribe Vesterå und Ribe Østerå, je nach Lage der Au westlich oder östlich der Stadt.

## Ribe Østerå
Die zwischen Flussinseln, Sümpfen und Wiesen verlaufende Ribe Østerå zeichnet sich durch üppige Vegetation aus, in der Rohrglanzgras und Schilfrohr gedeihen. Davon zeugt das etwa 91 Hektar große artenreiche Naturschutzgebiet Ribe Å Vildtreservat, ein sumpfiges Gebiet, das sich südlich und südöstlich von Ribe befindet und insbesondere wegen dessen zahlreichen Vorkommen an Wasservögeln unter Schutz gestellt wurde. Durch eine alte Aufstauung der Au bildete sich dort ein Inlandsdelta und das hiesige Auental füllte sich im Laufe der Zeit mit Sedimenten. In einem Versuch, den Bestand an Lachsen und Nordseeschnäpeln zu retten, wird dort das natürliche Auensystem wieder hergerichtet.

## Ribe Vesterå
Der untere, westliche Lauf, die Ribe Vesterå, verläuft durch flaches Marschland. Der Abschnitt wurde von 1855 bis 1856 kanalisiert, so dass die Au dort für Motor- und Segelboote befahrbar ist. Kanutouren sind hingegen im gesamten Auenverlauf ganzjährig möglich. In der Nähe der Mündung wurde von 1911 bis 1915 ein Seedeich mit einer Kammerschleuse errichtet, weil vor dem Bau des Deiches das gesamte Auental bei Sturmfluten immer wieder überschwemmt wurde.